# Порт-Еліс
Порт-Еліс (англ. Port Alice) — село в Канаді, у провінції Британська Колумбія, у складі регіонального округу Маунт-Веддінґтон.

## Населення
За даними перепису 2016 року, село нараховувало 664 особи, показавши скорочення на 17,5%, порівняно з 2011-м роком. Середня густина населення становила 94,3 осіб/км².
З офіційних мов обидвома одночасно володіли 15 жителів, тільки англійською — 645. Усього 60 осіб вважали рідною мовою не одну з офіційних.
Працездатне населення становило 54,5% усього населення, рівень безробіття — 30%.
Середній дохід на особу становив $49 341 (медіана $36 672), при цьому для чоловіків — $61 729, а для жінок $30 140 (медіани — $46 336 та $24 576 відповідно).
39,1% мешканців мали закінчену шкільну освіту, не мали закінченої шкільної освіти — 15,5%, 45,5% мали післяшкільну освіту, з яких 4% мали диплом бакалавра, або вищий.
| Статево-вікова структура населення | Статево-вікова структура населення | Статево-вікова структура населення | Статево-вікова структура населення | Статево-вікова структура населення |
| ---------------------------------- | ---------------------------------- | ---------------------------------- | ---------------------------------- | ---------------------------------- |
|                                    |                                    |                                    |                                    |                                    |
| Всього                             | Всього                             | 55,6%44,4%                         |                                    |                                    |
| 0 — 14 років                       | 0 — 14 років                       |                                    | 10,5%                              | 10,5%                              |
| 15 — 64 років                      | 15 — 64 років                      |                                    | 67,7%                              | 67,7%                              |
| 65 і більше                        | 65 і більше                        |                                    | 21,8%                              | 21,8%                              |
| Середній вік (років)               | Середній вік (років)               | 49,346,9                           | 48,2                               | 48,2                               |
| Медіана (років)                    | Медіана (років)                    | 55,553,7                           | 54,8                               | 54,8                               |
| — чоловіки — жінки                 |                                    |                                    |                                    |                                    |

| Походження мешканців:     | Походження мешканців:     | Походження мешканців: | Походження мешканців: | Походження мешканців: |
| ------------------------- | ------------------------- | --------------------- | --------------------- | --------------------- |
| Походження                |                           |                       | осіб                  | %                     |
| Корінні американці        | Корінні американці        |                       | 35                    | 5.6%                  |
| Інше північноамериканське | Інше північноамериканське |                       | 220                   | 35.2%                 |
| Європейське               | Європейське               |                       | 495                   | 79.2%                 |
| британське                | британське                |                       | 365                   | 58.4%                 |
| французьке                | французьке                |                       | 90                    | 14.4%                 |
| українське                | українське                |                       | 45                    | 7.2%                  |
| Латинськоамериканське     | Латинськоамериканське     |                       | 10                    | 1.6%                  |
| Азійське                  | Азійське                  |                       | 15                    | 2.4%                  |

## Клімат
Село знаходиться у зоні, котра характеризується морським кліматом. Найтепліший місяць — серпень із середньою температурою 16.4 °C (61.5 °F). Найхолодніший місяць — грудень, із середньою температурою 4.6 °С (40.3 °F).
| Клімат Порт-Еліса       | Клімат Порт-Еліса | Клімат Порт-Еліса | Клімат Порт-Еліса | Клімат Порт-Еліса | Клімат Порт-Еліса | Клімат Порт-Еліса | Клімат Порт-Еліса | Клімат Порт-Еліса | Клімат Порт-Еліса | Клімат Порт-Еліса | Клімат Порт-Еліса | Клімат Порт-Еліса | Клімат Порт-Еліса |
| Показник                | Січ.              | Лют.              | Бер.              | Квіт.             | Трав.             | Черв.             | Лип.              | Серп.             | Вер.              | Жовт.             | Лист.             | Груд.             | Рік               |
| Абсолютний максимум, °C | 20,5              | 19                | 21,5              | 26                | 31,5              | 33,5              | 35,5              | 34,5              | 29,5              | 26,5              | 22,8              | 17,2              | 35,5              |
| Середній максимум, °C   | 7,4               | 8                 | 9,9               | 12,2              | 15,6              | 18,1              | 20,8              | 20,9              | 18,4              | 13,3              | 9,2               | 7                 | 13,4              |
| Середня температура, °C | 4,9               | 5,1               | 6,4               | 8,3               | 11,3              | 13,8              | 16,1              | 16,4              | 14,1              | 10,2              | 6,6               | 4,6               | 9,8               |
| Середній мінімум, °C    | 2,4               | 2,2               | 3                 | 4,2               | 6,9               | 9,5               | 11,4              | 11,8              | 9,7               | 7                 | 4                 | 2,2               | 6,2               |
| Абсолютний мінімум, °C  | −12,2             | −11,5             | −5,5              | −1,7              | 0,5               | 1,1               | 5                 | 4,5               | 0                 | −4                | −11,5             | −12,8             | −12,8             |
| Норма опадів, мм        | 492.2             | 354               | 320.4             | 258.3             | 147.3             | 100.1             | 59.5              | 94.6              | 130.2             | 417.6             | 561.4             | 491.2             | 3426.8            |
| Днів з опадами          | 22                | 19,5              | 22,1              | 19,5              | 16,5              | 15,9              | 9,6               | 12,1              | 13,4              | 21,5              | 23,5              | 21,7              | 217,2             |
| Днів з дощем            | 22,8              | 19,5              | 22,5              | 20,1              | 17                | 16                | 10,4              | 11,9              | 14,6              | 22,2              | 24                | 22,3              | 223,3             |
| Днів зі снігом          | 2,9               | 2                 | 1,6               | 0,5               | 0                 | 0                 | 0                 | 0                 | 0                 | 0,1               | 0,6               | 1,8               | 9,5               |
| ----------------------- | ----------------- | ----------------- | ----------------- | ----------------- | ----------------- | ----------------- | ----------------- | ----------------- | ----------------- | ----------------- | ----------------- | ----------------- | ----------------- |
| Джерело: Weatherbase    |                   |                   |                   |                   |                   |                   |                   |                   |                   |                   |                   |                   |                   |